# De gezellen van de schemering
De gezellen van de schemering  is een magisch realistische stripreeks, getekend en geschreven door François Bourgeon. De serie bestaat uit drie delen, die tussen 1984 en 1990 verschenen bij uitgeverij Casterman. Het is een realistisch getekend stripverhaal waarin Bretonse folklore en historie zijn verweven met magie, poëzie en avontuur. De verhalen spelen zich af tijdens de Honderdjarige Oorlog.
De reeks werd ook gepubliceerd in het Belgische stripblad (À suivre).

## Centrale thema
Het centrale thema in de verhalen is de opvatting dat de wereld wordt gedomineerd door de strijd tussen de drie natuurkrachten: de witte kracht die goedheid en zuiverheid symboliseert, de zwarte kracht die de dood en de vernietiging vertegenwoordigt, en de rode kracht belichaamd door het leven, gevoelens en passie. Deze drie krachten confronteren elkaar door middel van echte of fantastische karakters: Yuna en de Witte Dame, de Elfen en de Dhuards, Mariotte en Carmine, of de drie sirenen die ze allemaal symboliseren.

## Inhoud verhalen
In het eerste deel neemt de ridder het meisje Mariotte en de jongen Anicet mee op zijn zoektocht naar verlossing. De zoektocht voert hun door het nevelwoud waar ze de nacht doorbrengen. Tijdens hun slaap lopen droom en realiteit door elkaar, waarin zij moeten vechten tegen vreemde kabouters. 
In deel twee vragen de elven van het nevelwoud het gezelschap te helpen om hen te bevrijden van de Dhuards, een soort kwade monsters die hen onderdrukken. Opnieuw vindt het verhaal deels plaats tijdens een droom, maar zoals de metgezellen denken, is het niet minder belangrijk en gevaarlijk.
In het laatste deel bereiken de metgezellen de stad Montroy waar ze besluiten de winter door te brengen.

## Albums
1. De betovering van het nevelwoud (1984)
2. De vale ogen van de moerasstad (1986)
3. De laatste zang van de Malaterres (1990)

### Integraal
In 2009 werden de drie albums gebundeld in een integrale uitgave. De integraal werd zowel in het Frans als in het Nederlands uitgegeven door 12bis.